# Antony (Dumas)

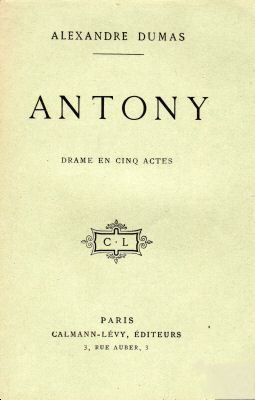
Coberta del llibre en francès (edició de 1902)

Antony és un drama en cinc actes i en prosa escrit per Alexandre Dumas pare i representat per primera vegada al Théâtre de la Porte Saint-Martin de París, el 3 de maig de 1831.
Antony no és un drama, Antony no és una tragèdia, Antony no és una peça de teatre; Antony és una escena d'amor, de gelosia, de còlera, en cinc actes: d'aquesta manera Dumas qualificà aquesta creació autobiogràfica. La seva passió per Mélanie Waldor, encetada el setembre de 1827, havia inspirat a bastament Antony.

## Sinopsi
Antony, bastard de naixença, retroba després de tres anys Adèle, la dona a qui ha estimat sempre però que no s'hi podia casar. Encara que maridada i mare de família, la bona d'Adèle no sabrà resistir la situació per massa temps...

## Personatges
- Antony
- Adèle d'Hervey
- Eugène d'Hervilly, jove poeta
- Olivier Delaunay, metge
- La Vescomtessa de Lancy
- El Baró de Marsanne, abonat d'El Constitutionnel
- Frédéric de Lussan
- El Coronel d'Hervey
- Senyora de Camps
- Clara, germana d'Adèle
- L'Hostessa d'un petit alberg als encontorns d'Estrasburg
- Louis, criat d'Antony
- Un Criat de la Vescomtessa de Lancy
- Una Criada d'Adèle